# Siguer (Fluss)
Der Siguer ist ein kleiner Gebirgsfluss in Frankreich, der im Département Ariège in der Region Okzitanien verläuft. Seine Quelle liegt in den Pyrenäen, nahe der Grenze zu Andorra, am Osthang des Pic de Tristagne (2878 m). Er entspringt einem kleinen Bergsee im südlichen Gemeindegebiet von Lercoul, entwässert anfangs unter dem Namen Ruisseau de Gnioure Richtung Nordnordost durch den Regionalen Naturpark Pyrénées Ariègeoises und mündet nach rund 19 Kilometern im Gemeindegebiet von Illier-et-Laramade, knapp an der Grenze zur Nachbargemeinde Capoulet-et-Junac, als rechter Nebenfluss in den Vicdessos.

## Orte am Fluss
(Reihenfolge in Fließrichtung)
- Sarradeil, Gemeinde Siguer
- Siguer
- Laramade d’en bas, Gemeinde Illier-et-Laramade